# Гапонюк Олександр Валерійович
Олекса́ндр Вале́рійович Гапоню́к (22 грудня 1989 — 27 вересня 2024) — український військовик, молодший лейтенант збройних сил України, учасник російсько-української війни.

## Життєпис
Народився 22 грудня 1989 року. Проживав у селі Острожець Рівненської області. 
Призваний на військову службу Ужгородським РТЦК. Був молодшим лейтенантом, командиром аеромобільного взводу. 
Загинув 27 вересня 2024 року на Донеччині внаслідок мінометного обстрілу.

## Нагороди
- Орден Богдана Хмельницького II ступеня — за особисту мужність, виявлену у захисті державного суверенітету та територіальної цілісності України, самовіддане виконання військового обов'язку[1].
- Орден Богдана Хмельницького III ступеня — за особисту мужність, виявлену у захисті державного суверенітету та територіальної цілісності України, самовіддане виконання військового обов'язку[2].